# Гаусс (единица измерения)
Га́усс (русское обозначение Гс, международное — G) — единица измерения магнитной индукции в системе СГС.
Названа в честь немецкого физика и математика Карла Фридриха Гаусса.
Переводится в единицы СИ:
1 Гс = 100 мкТл = 10−4 Тл.
1 Тл = 10 000 Гс.
Может быть выражена через основные единицы измерения системы СГС следующим образом:
1 Гс = 1 г1/2·см−1/2·с−1.

## Типичные значения
- 10−9 — 10−8 Гс — магнитное поле человеческого мозга
- 10−6 — 10−3 Гс — магнитное поле галактических молекулярных облаков.
- 0,25 — 0,60 Гс — магнитное поле Земли на её поверхности
- 25 Гс — магнитное поле Земли в её ядре[1]
- 50 Гс — магнитное поле сувенирного магнита
- 100 Гс — железный магнит
- 10000 — 13000 Гс — остаточный магнетизм неодимового (NIB) магнита[2]
- 3000 — 70000 Гс — магнитное поле медицинского томографа
- 1012 — 1013 Гс — магнитное поле на поверхности нейтронной звезды[3]
- 1015 Гс — магнитное поле некоторых новообразованных магнетаров[4]
- 1017 Гс — верхний предел магнетизма нейтронных звезд[4]